# Terebrogaster pygidialis
Terebrogaster pygidialis is een keversoort uit de familie bladsprietkevers (Scarabaeidae). De wetenschappelijke naam van de soort werd in 1882 als Lepidiota pygidialis gepubliceerd door Charles Owen Waterhouse.